# Њеменска низија
Њеменска низија (блр. Нёманская нізіна; рус. Неманская низина) низијско је подручје уз горњи и средњи део тока реке Њемен у северозападном делу Белорусије и јужном делу Литваније. 
Низија се протеже од истока ка западу дужином од око 160 км, док ширина варира између 20 и 55 км. Просечне надморске висине су између 80 и 160 метара. Укупна површина низије је 8.300 км². Са свих страна низија је окружена нешто уздигнутијим рељефом у виду побрђа (Минско, Навагрудско, Гродњенско и Ашмјанско).
Неке од најважнијих река које теку преко низије и ту се уливају у Њемен су Западна Березина, Свислач, Шчара и Рос. На територији низије постоји и неколико мањих језера ледничког порекла. Под шумама је око 35% површине низије (бор, смрча, храст).
Место где река Њемен пресеца државну границу између Белорусије и Литваније је уједно и најнижа тачка Републике Белорусије (лежи на 80 м надморске висине).